# 登德尔蒙德站
登德尔蒙德站（荷蘭語：Station Dendermonde）是比利时东佛兰德省城市登德尔蒙德的鐵路車站。